# NGC 6257
NGC 6257 is een spiraalvormig sterrenstelsel in het sterrenbeeld Hercules. Het hemelobject werd op 16 mei 1831 ontdekt door de Britse astronoom John Herschel.

## Synoniemen
- ZWG 225.12
- PGC 59274